# 丁零
丁零（東漢上古擬音：*teŋ-leŋ；上古擬音：*têŋ-rêŋ），又作丁令，丁灵，古代國家，為原始突厥族中的一支，原居於贝加尔湖南方一帶，臨近國家有堅昆、呼揭等，後一同被匈奴併吞。在匈奴衰微後，又自行獨立，隨後被改稱狄歷、高車、鐵勒或敕勒。為突厥汗國與回鶻汗國的先祖。
三国时期，西迁的一部分被称为西丁零。

## 历史

### 文獻記述
《山海经》海内经：「北海之內，有山，名曰幽都之山，黑水出焉。其上有玄鳥、玄蛇、玄豹、玄虎、玄狐蓬尾。有大玄之山。有玄丘之民。有大幽之國。有赤脛之民。有釘靈之國，其民從膝已下有毛，馬蹄善走。」釘靈或即丁零，首见于漢文文献。《魏略》西戎传記述馬脛国的記事類似。

### 漢代
匈奴冒頓单于即位，兼并周边诸国，贝加尔湖以南渾庾、屈射、丁零、鬲昆、薪犁等部族服属匈奴。一部分丁零部落往中亞移動，移居至康居以北的部落，稱西丁零，留在原地的部落，稱北丁零，又稱敕勒，或鐵勒。
本始2年（前72年）、匈奴在前漢和烏孫联合打击下敗北，入冬遭大雪，百姓、畜产多凍死，丁令趁机攻打匈奴離反。
神爵元年（前61年），丁令连续3年侵攻匈奴，殺傷劫掠數千人民後，驅馬畜離去。匈奴派遣万余騎反击，无功而還。
前49年～前48年，西匈奴郅支单于击破烏孫、烏揭、坚昆、丁令，在坚昆之地设置本营。 
东汉元和2年（85年），北匈奴大人車利、涿兵亡命漢朝入塞。時北匈奴衰耗，部众次第離反。于是，南匈奴从南方进攻，丁零从北方进攻，鮮卑从东方进攻，西域从西方进攻，北匈奴不能自立，遠去西方。鮮卑入主蒙古高原，成為此地霸主，丁零成為其下屬部落。

### 三国时代的北丁令、西丁令

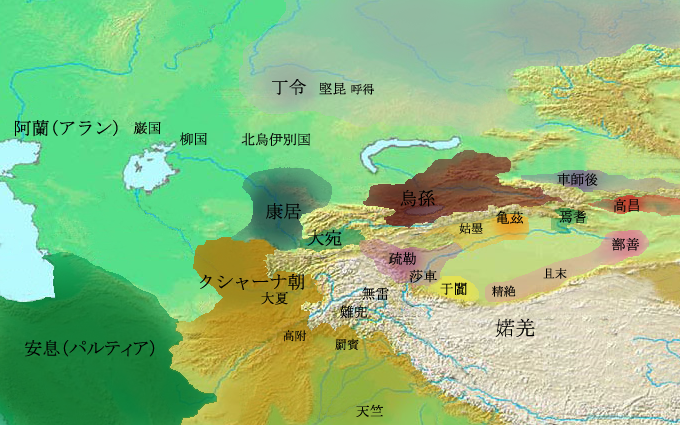
3世紀西域諸国，丁令（丁零）位於巴尔喀什湖西北方。

三国時代史書《魏略》西戎传（《三国志》魏書東夷传注）編者魚豢，记载除了贝加尔湖以南的丁令国，还有随匈奴西迁的丁令，在西方康居以北称为西丁令。
呼得国在葱岭北，乌孙西北，康居东北，胜兵万馀人，随畜牧，出好马，有貂。坚昆国在康居西北，胜兵三万人，随畜牧，亦多貂，有好马。丁令国在康居北，胜兵六万人，随畜牧，出名鼠皮，白昆子、青昆子皮。此上三国，坚昆中央，俱去匈奴单于庭安习水七千里，南去车师六国五千里，西南去康居界三千里，西去康居王治八千里。或以为此丁令即匈奴北丁令也，而北丁令在乌孙西，似其种别也。又匈奴北有浑窳国，有屈射国，有丁令国，有隔昆国，有新梨国，明北海之南自复有丁令，非此乌孙之西丁令也。乌孙长老言北丁令有马胫国，其人音声似雁骛，从膝以上身头，人也，膝以下生毛，马胫马蹄，不骑马而走疾马，其为人勇健敢战也。
 — 《魏略》西戎传

### 五東晉末年時代
丁零族翟氏世代在康居居住，後迁入中國，翟斌臣属後趙。前秦苻堅華北，翟斌的丁零族臣属前秦，移住新安郡、渑池郡。383年12月，前秦衛軍从事中郎翟斌在河南起兵，与前燕復興的慕容垂联合反对前秦。384年，慕容垂建後燕，以翟斌为建義大将軍、河南王。翟斌後再反後燕，被慕容垂斬首。
翟斌兄子翟真逃出，和前秦長乐公苻丕联合对抗後燕。385年四月，翟真到行唐，被司馬鮮于乞殺害，鮮于乞自立为趙王。族人杀死鮮于乞，立翟真从弟翟成为主。其众多降後燕，翟真子翟遼逃到黎陽。五月、燕王慕容垂至常山郡，包围翟成的行唐。七月，翟成長史鮮于得斬翟成，降慕容垂。慕容垂攻下行唐。
翟遼攻下東晋的黎陽郡，取周边諸郡。387年正月，慕容垂攻打下，翟遼降伏，慕容垂命他为徐州牧，封河南公。翟遼又叛後燕，略奪清河郡，平原郡。388年二月，自称魏天王，翟魏建国，建都滑台。其子翟釗继承，多次击退後燕侵攻，392年被後燕所滅。翟釗一人逃到西燕，被慕容永任命为車騎大将軍，封東郡王，一年後謀反被誅殺。
後北魏佔領華北（南北朝）、各丁零族上党丁零翟都、榆山丁零翟蜀、西山丁零翟蜀，洛支、定州丁零鮮于臺陽、翟喬的勢力对抗北魏政權，依次被北魏镇压。
北方草原存在的丁零族被称为高車，後称鐵勒。

## 北魏隋唐
蒙古高原後由柔然汗國統治，部份鐵勒部落反抗柔然帝國。其中以阿史那氏為首的部落聯盟，建立突厥汗國，一部份則成為回紇。

## 現代研究
中華民國學者胡秋原認為，狄即是丁零之音轉，主張北狄源出於丁零，即後世所謂的突厥。

## 注
1. ↑  《漢書》匈奴传、《後漢書》南匈奴列传、《魏略》西戎传（《三国志》烏丸鮮卑東夷传）
2. ↑  《史記》匈奴列传
3. ↑  《魏書》、《北史》
4. ↑  《北史》、《隋書》、《旧唐書》
5. ↑  《後漢書》卷90〈烏桓鮮卑傳〉：「和帝永元中，大將軍竇憲遣右校尉耿夔擊破匈奴，北單于逃走，鲜卑因此轉徙據其地。匈奴餘种留者尚有十餘萬落，皆自號鲜卑，鮮卑由此漸盛。」
6. ↑  《魏書》（列传第八十三）、《晋書》（載記第十三、載記第十四、載記第二十三）、《資治通鑑》（卷第九十四、卷第一百三、卷第一百五、卷第一百六、卷第一百七、卷第一百八）
7. ↑  胡秋原《世界史上之新疆》，收入《新疆研究》叢書。